# Ptocadica
Ptocadica là một chi bọ cánh cứng trong họ Chrysomelidae.
Chi này được miêu tả khoa học năm 1876 bởi Harold.

## Các loài
Chi này gồm các loài:
- Ptocadica tica Duckett & Moya, 1999